# إليزابيث جورج (كاتب)
إليزابيث جورج (بالإنجليزية: Elizabeth George) (و. 1949  م) هي كاتِبة، وروائية أمريكية، ولدت في وارن، بدأت مشوارها المهني سنة 1988.

## التعليم
تعلمت في جامعة كاليفورنيا، ريفرسايد.

## وصلات خارجية
- إليزابيث جورج على موقع IMDb (الإنجليزية)
- إليزابيث جورج على موقع الموسوعة البريطانية (الإنجليزية)
- إليزابيث جورج على موقع مونزينجر (الألمانية)
- إليزابيث جورج على موقع ميوزك برينز (الإنجليزية)
- إليزابيث جورج على موقع ديسكوغز (الإنجليزية)

- إليزابيث جورج في قاعدة بيانات الأفلام على الإنترنت